# Toon Disney (France)
Toon Disney est une chaîne de télévision francophone payante appartenaut au groupe américain Disney-ABC Television Group, ayant émis entre 2002 et 2007.

## Histoire
Toon Disney est créé le 2 novembre 2002 en même temps que Playhouse Disney. Elle s'arrête le 4 septembre 2007 pour devenir Disney Cinemagic, faute d'audience suffisante.

## Identité visuelle
Le 21 juin 2003, Toon Disney change d'habillage pour s'uniformiser à Disney Channel et Playhouse Disney.

Logo du 2 novembre 2002 au 21 juin 2003
Logo du 21 juin 2003 au 4 septembre 2007

### Voix off
- 21 juin 2003 - 4 septembre 2007 : Mark Lesser

## Programmes

### Série
- Les 101 Dalmatiens, la série
- Aladdin
- Les Aventures de Buzz l'Éclair
- La Bande à Dingo
- Brandy et M. Moustache
- La Bande à Picsou
- Cool Attitude
- Couacs en vrac
- Disney's tous en boîte
- Doug (1999)
- Frog et Fou Furet
- Gargoyles, les anges de la nuit
- Hercule
- Kuzco, un empereur à l'école
- La Légende de Tarzan
- Mickey Mania
- Le monde de Maggie
- Monstre par Erreur
- Ned et son triton
- Pepper Ann
- Sherlock Holmes au XXIIe siècle
- Tic et Tac, les rangers du risque
- Timon et Pumbaa
- Super Baloo
- Teamo Supremo
- Space Hamster
- Flatmania
- The Archives Of Classic Disney Cartoons
- Scott, premier de la classe (en)
- Newer Disney Cartoons & Shorts
- Lilo et Stitch, la série
- La Petite Sirène
- Les Nouvelles Aventures de Winnie l'ourson
- Sabrina
- Rolie Polie Olie
- Le Marsupilami

## Diffusion
La chaîne est alors disponible sur le bouquet Canalsat de sa création à son remplacement par Disney Cinemagic et sur plusieurs câblo-opérateurs.